# Brzozówka (rzeka)
Brzozówka – rzeka, lewostronny dopływ Biebrzy o długości 56,76 km i spadku około trzydziestu kilku metrów. Płynie w województwie podlaskim.
Początek rzeki znajduje się w lasach w okolicy Niemczyna. Najpierw płynie w kierunku zachodnim, następnie odbija na północ. Od wsi Brzozówka Folwarczna do ujścia do Biebrzy stanowi granicę powiatu sokólskiego i białostockiego.